# عزمان هاشم
عزمان هاشم (بالملايوية: Azman Hashim)‏ (ولد في كوالالامبور في يوليو 1939) هو مستثمر ماليزي، وأحد أثرى الأثرياء في ماليزيا، تقدر ثروته بحوالي 600 مليون دولار وفق مجلة فوربس، مما جعله تاسع أغنى شخص في ماليزيا.